# Bernhard Schmid (Filmeditor)
Bernhard Schmid (* 1972) ist ein österreichischer Filmeditor und Tongestalter.
Bernhard Schmid studierte an der Filmakademie Wien. Seit 1991 ist er als Editor und Sounddesigner bei Film und Fernsehen tätig. Seit 2004 unterrichtet er an der Filmakademie. Von 2005 bis 2010 leitete er die Schnittausbildung beim Wiener Filmcollege.
Schmid ist Mitglied im Österreichischen Filmeditor:innen Verband.

## Filmografie (Auswahl)
- 2001–2006: Medicopter 117 – Jedes Leben zählt (Fernsehserie, 13 Folgen)
- 2006: Kotsch
- 2007: Tatort: Familiensache (Fernsehreihe)
- 2008: Falco – Verdammt, wir leben noch!
- 2008: Tatort: Exitus
- 2009: Die Lottosieger (Fernsehserie, 10 Folgen)
- 2010: Die Spätzünder (Fernsehfilm)
- 2010: Seine Mutter und ich (Fernsehfilm)
- 2010–2012: Schnell ermittelt (Fernsehserie, 14 Folgen)
- 2011: Brand – Eine Totengeschichte
- 2011: Die Abstauber (Fernsehfilm)
- 2012: Vatertag (Fernsehfilm)
- 2015: Planet Ottakring
- 2016: Die Kinder der Villa Emma
- 2020: Tatort: Pumpen  (Fernsehreihe)
- 2022: Jeanny – Das 5. Mädchen (Fernsehfilm)
- 2022: Alles finster (Fernsehserie)
- 2023: HADES – Eine (fast) wahre Geschichte aus der Unterwelt
- 2024: Biester (Fernsehserie)
- 2025: Tatort: Wir sind nicht zu fassen!